# توبي كيمبل
توبي كيمبل (بالإنجليزية: Toby Kimball)‏ (مواليد 7 سبتمبر 1942 في فرامينغهام - 2 مايو 2017)، هو لاعب كرة سلة أمريكي معتزل. بدأ مسيرته الاحترافية في سنة 1965. تم اختياره من قبل فريق بوسطن سيلتكس خلال الدرافت. يبلغ طوله 6 قدم 6 بوصة (2.0 م). اعتزل اللعب في 1975. أحرز خلال مسيرته في الإن بي إيه 3470 نقطة بمعدل 6.1 نقاط في المباراة الواحدة.

## المسيرة الاحترافية
لعب مع بالاكانسترو فاريزي في الدوري الإيطالي في موسم 1965–1966، ثم لعب مع بوسطن سيلتكس في موسم 1966–1967، ثم لعب مع هيوستن روكتس من سنة 1967 إلى 1971، ثم لعب مع ميلووكي باكز في موسم 1971–1972، ثم لعب مع سكرامنتو كينغز في موسم 1972–1973، ثم لعب مع فيلادلفيا سفنتي سيكسرز في موسم 1973–1974، ثم لعب مع يوتا جاز في موسم 1974–1975.

## روابط خارجية
- توبي كيمبل على موقع إن بي أي (الإنجليزية)
- توبي كيمبل على موقع سبورتس رفرنس (الإنجليزية)
- توبي كيمبل على موقع كلية كرة السلة في سبورتس رفرنس.كوم (الإنجليزية)
- توبي كيمبل على موقع ريلجم (الإنجليزية)
- توبي كيمبل على موقع بروبوليرز (الإنجليزية)